# Cájar
Cájar ist eine Gemeinde in der Provinz Granada im Südosten Spaniens mit 5.492 Einwohnern (Stand: 2024). Die Gemeinde liegt in der Comarca Vega de Granada.

## Geografie
Die Gemeinde grenzt an die Gemeinden Huétor Vega, Monachil und La Zubia.

## Geschichte
Der Ort wurde nach einer von Philipp II. angeordneten Vermessung im Jahre 1572 gegründet und hieß ursprünglich Caxar de la Vega. Heute ist er ein Wohnvorort von Granada.